# Little Tikes
Little Tikes est un fabricant américain de jouets pour enfants dont le siège social et son usine sont situés à Hudson, en Ohio. 
La société dispose également d'autres usines en Asie et en Europe.

## Produits
Les produits de Little Tikes sont pour la plupart en plastique moulé, robustes et de faible technicité destinés principalement aux nourrissons et aux enfants en bas âge, pour une utilisation intérieure et extérieure.
La marque produit des objets dont la qualité est reconnue par les consommateurs. Le Président Obama en a fait la promotion fin 2014, lorsqu'il déclare que les jouets Little Tikes sont de « qualité » et « non-sexués ». 
Ses modèles phares sont la dînette « Party kitchen », la voiturette Cozy Coupe et la tortue « Turtle sandbox » : un bac à sable est en forme de tortue et le couvercle en forme de carapace.

### Univers de produits
Little Tikes propose des aires de jeu, des véhicules, jouets et des meubles.

#### Aires de jeu
On y retrouve les catégories de produits suivantes : structure gonflable, cabane, trampoline, jeux d'eau et bac à sable, toboggan, balançoire et bascules.

#### Véhicules
La marque propose des trotteurs, voiturettes pédestres, tricycles, traineaux, trottinettes, chevaux à bascule.

#### Jouets
On y retrouve les jouets suivants : poupées et peluches, jouets, dinettes et ateliers de bricolage miniatures, jouets musicaux, déguisements et jeux de rôle, voitures miniatures résistantes au sable et à l'eau, jeux de construction type Lego.

#### Meubles
On y retrouve les catégories de produits suivantes : table pour le dessin, lits, meubles pour terrasses, tables et chaises d'intérieur, coffre à jouets.

## Dates clés
La société a été créée par Thomas G. Murdough Jr. le 10 novembre 1969 à Aurora (Ohio). Elle a été acquise par Rubbermaid en 1984. Murdough a signé un contrat avec Rubbermaid en vertu duquel il resterait cinq ans PDG de la nouvelle société mère.
En mai 1989, Murdough a annoncé qu'il quitterait Little Tikes à la fin de cette année pour poursuivre d'autres intérêts.
En 1991, Murdough a créé une nouvelle entreprise de jouets appelée Step 2, maintenant basée à Streetsboro dans le but de concurrencer et de vendre ses produits à Little Tikes.
Rubbermaid a fusionné en 1999 avec Newell pour former Newell Rubbermaid.
La société a été acquise par MGA Entertainment en septembre 2006 auprès de Newell Rubbermaid pour un montant non divulgué. En 2006, les 500 employés de Little Tikes avaient généré environ 250 000 000 $ de chiffre d'affaires sur les 6 300 000 000 $ de Newell Brands. L’acquisition devait augmenter les résultats de MGA Entertainment de 15 à 25 000 000 $. L'achat aurait permis à MGA Entertainment de mieux s'adapter à sa cible marketing.

## Faits divers
En 2004, la voiturette jaune et rouge fête ses 25 ans et a été vendue à 6 millions d’exemplaires. En 1998, le New York Times l'avait alors qualifiée de « voiture la plus vendue de la décennie, devant la Honda Accord et la Ford Taurus ».
Alors que la société se concentrait sur les jouets traditionnels qui permettent aux enfants de faire preuve d’imagination, elle a lancé « Magicook Kitchen » en 2004. Il s'agit d'une dinette qui utilise des circuits électroniques et la technologie RFID pour permettre aux différents éléments de communiquer entre eux. La dinette reconnaît alors quel type de nourriture est placé sur la fausse plaque chauffante.
Le 14 mai 2014, une structure de jeu gonflable « Shady Jump n' Slide Bouncer » s'est soulevée lors d'une forte rafale de vent ce qui a blessé trois enfants, dont deux gravement